# Nesomys
Nesomys là một chi động vật có vú trong họ Nesomyidae, bộ Gặm nhấm. Chi này được Peters miêu tả năm 1870. Loài điển hình của chi này là Nesomys rufus Peters, 1870.

## Các loài
Chi này gồm các loài: